# حيز
الحيز كل مكانّ فيعل من الحوز وهو الجمع والضم. وحيز الدار ما انضم اليها من المرافق.

## العلوم

### الكلام
وهو عند المتكلمين هو الفراغ المتوهم الذي يشغله شيء ممتد، كالجسم، أو غير ممتد، كالجوهر الفرد.

### الحكمة
وعند الحكماء هو السطح الباطن من الحاوي المماس للسطح الظاهر من المحوى.

### الفقه
ومراد الفقهاء به بعض النواحي كالبيت من الدار مثلا وقوله وإذا أحيا مواتا اعتبر الحيز عند أبي يوسف والماء عند محمد وقولهم في حيز التواتر أي في جهته ومكانه وهو مجاز.

## الحيز الطبيعي
الحيز الطبيعي ما يقتضي الجسم بطبعه الحصول فيه.
1. 1 2 3  Search results for تحيز نسخة محفوظة 22 مارس 2021 على موقع واي باك مشين.